# Florent Lacasse

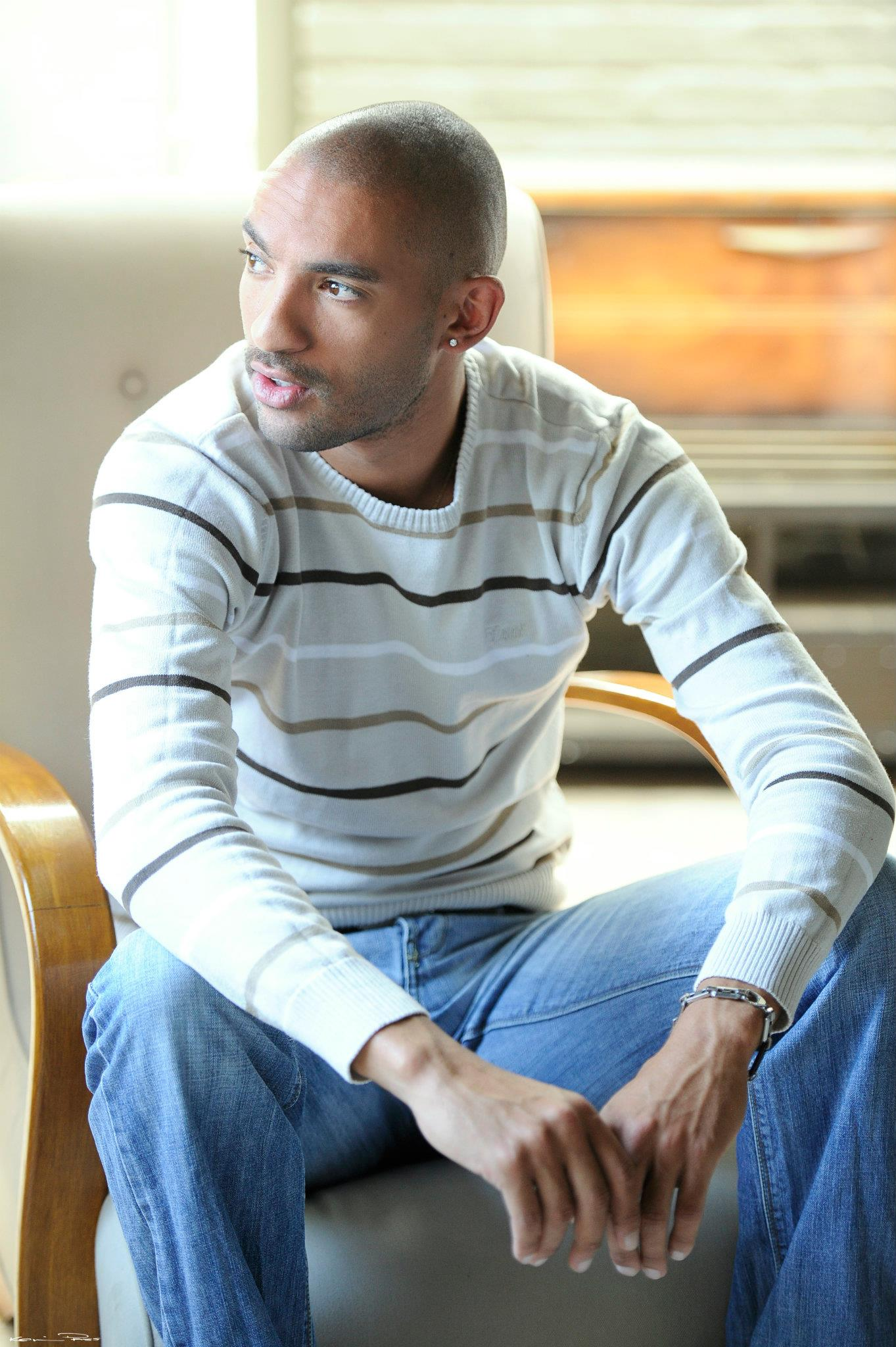
Florent Lacasse

Florent Lacasse (* 21. Januar 1981 in Paris) ist ein französischer Leichtathlet und Olympiateilnehmer über 800 Meter. 2007 wurde er wegen eines Dopingvergehens gesperrt.
Den größten Erfolg feierte Lacasse bei den Junioren-Weltmeisterschaften 2000, als er Silber gewann. In der Seniorenklasse nahm Lacasse bisher an zwei internationalen Meisterschaften teil. Bei den Olympischen Spielen 2004 in Athen reichte es für den Franzosen nicht für den Endlauf. Bei den Europameisterschaften 2006 in Göteborg erreichte er das Ziel als Sechster. In 1:46,95 Minuten war er 39 Hundertstelsekunden hinter dem Sieger Bram Som (Niederlande).
Im Juli 2007 wurde der Franzose positiv auf das Dopingmittel Testosteron getestet. Im September sperrte ihn der französische Leichtathletikverband FFA für zwei Jahre. Lacasse gab zu, einen Fehler gemacht zu haben und akzeptierte die Sperre. Er gab an, sich zu überlegen, ob er seine Karriere fortsetzen wolle.
Florent Lacasse hat bei einer Größe von 1,85 m ein Wettkampfgewicht von 65 kg.